# (32601) 2001 QA181
2001 QA181 (asteroide 32601) é um asteroide da cintura principal. Possui uma excentricidade de 0.27901670 e uma inclinação de 3.39149º.
Este asteroide foi descoberto no dia 26 de agosto de 2001 por NEAT em Palomar.